# Coeligena inca
El inca de Gould (Coeligena inca) es una especie de ave apodiforme de la familia Trochilidae (los colibríes) perteneciente al numeroso género Coeligena, hasta recientemente (2022) considerada una subespecie del inca acollarado (Coeligena torquata). Es nativo de regiones andinas del centro oeste de América del Sur.

## Distribución y hábitat
Se distribuye a lo largo de la pendiente oriental de la cordillera de los Andes desde el sureste de Perú hasta el centro de Bolivia.
Esta especie es considerada muy común en la mayor parte de su distribución, en sus hábitats naturales: del sotobosque al bajo dosel de bosques húmedos montanos, principalmente en altitudes entre 1600 y 3200 m.

## Descripción
Mide en promedio 14,5 cm de longitud y pesa alrededor de 7 g. Es muy similar al inca acollarado (Coeligena torquata), motivo por el que diversos autores la consideraban  una subespecie de aquel, pero las diferencias morfológicas entre ambos (su parche pectoral es rojizo y no blanco, como el del inca acollarado), han hecho que en la actualidad se haya catalogado como una  especie diferenciada.

## Sistemática

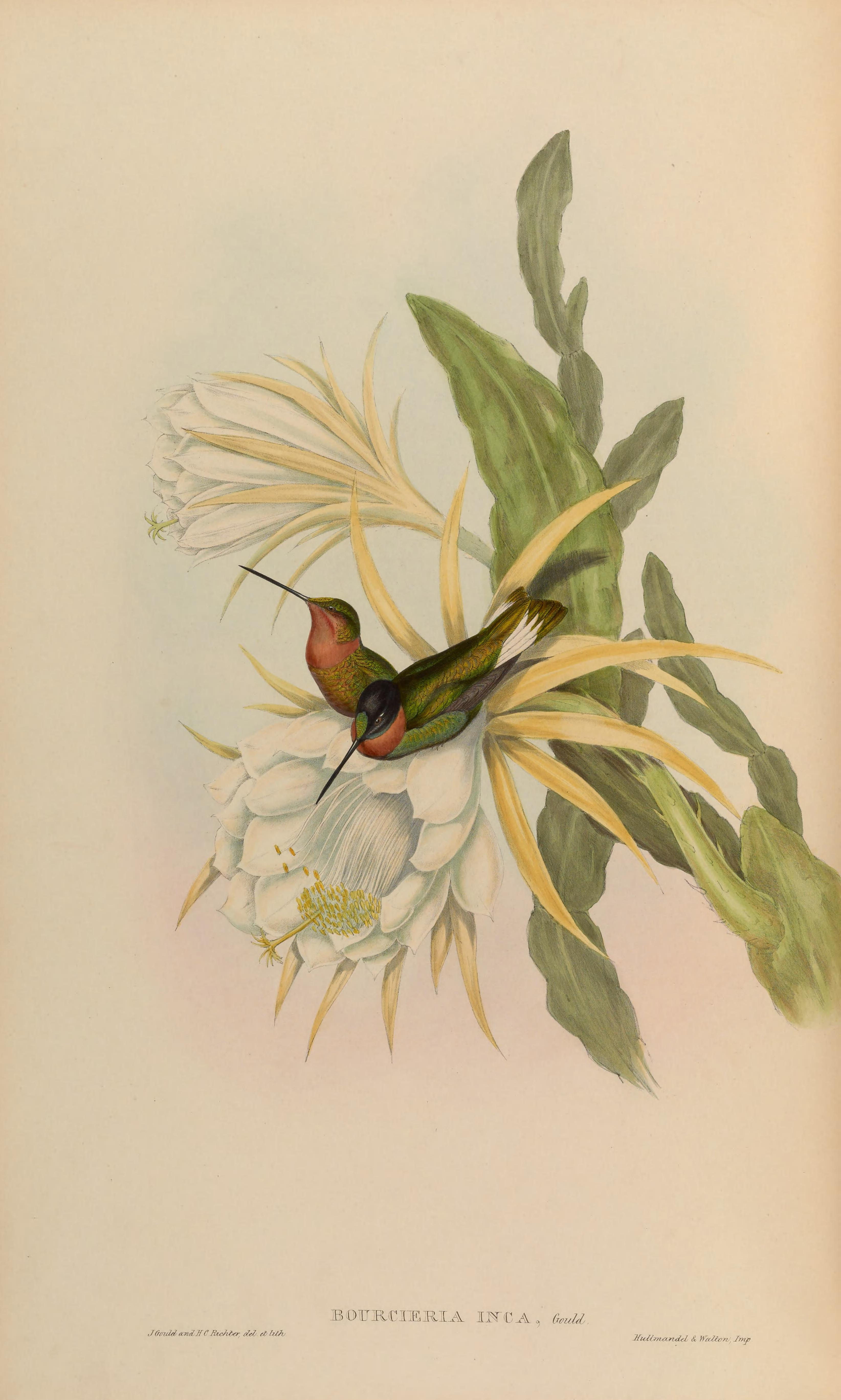
Bourcieria inca, ilustración de Gould y Richter en A monograph of the Trochilidae, or family of humming-birds 4, 1861.

### Descripción original
La especie C. inca fue descrita por primera vez por el ornitólogo británico John Gould en 1852 bajo el nombre científico Bourcieria inca; su localidad tipo es: «Coroico, Bolivia».

### Etimología
El nombre genérico femenino «Coeligena» deriva del nombre específico Ornismya coeligena cuyo epíteto proviene del latín moderno «coeligenus» que significa ‘celestial’, ‘nacido en el cielo’; y el nombre de la especie «inca», se refiere al pueblo inca que habitaba Perú y Bolivia, epíteto utilizado para especies originarias de eses países.
Recibe su nombre común del ornitólogo británico John Gould.

### Taxonomía
La presente especie fue tradicionalmente tratada como subespecie de Coeligena torquata, pero fue elevada por algunos autores a especie plena con base en significativas diferencias de plumaje, lo que fue posteriormente seguido por las principales clasificaciones.
La subespecie omissa es de dudosa validad, y las características que la distinguen son débiles e inconsistentes.

### Subespecies
Según las clasificaciones del Congreso Ornitológico Internacional (IOC) y Clements Checklist/eBird  se reconocen dos subespecies, con su correspondiente distribución geográfica:
- Coeligena inca omissa J.T. Zimmer, 1948 – Andes del sureste de Perú desde el este de Cuzco) (Urubamba) hasta Puno.
- Coeligena inca inca (Gould), 1852 – Andes de Bolivia (La Paz y Cochabamba).